# Indische Badmintonmeisterschaft 1946/47
Die Indische Badmintonmeisterschaft der Saison 1946/47 fand in Jubbulpore statt. Es war die zwölfte Austragung der nationalen Titelkämpfe im Badminton in Indien. 	

## Titelträger
| Disziplin    | Sieger                        |
| ------------ | ----------------------------- |
| Herreneinzel | Devinder Mohan                |
| Dameneinzel  | Sunder Deodhar                |
| Herrendoppel | Ashok Nath Prakash Nath       |
| Damendoppel  | Suman Deodhar Sunder Deodhar  |
| Mixed        | Devinder Mohan Sunder Deodhar |